# Willie Bergström
Willie Nikolaus Bergström, född 28 februari 1903 i Karlskoga, död 17 juni 1968 i Mora, var en svensk konstnär och teckningslärare.
Han var son till lantbrukaren Nils Petter Bergström och Augusta Charlotta Bengtsson. Gift från 1929 med Karin Tyra Maria Björkman. 
Bergström avlade studentexamen i Linköping 1922 och fortsatte studierna vid  Högre konstindustriella skolan i Stockholm 1924–1927 och bedrev studier i Paris 1931. Han var anställd av Henry Holmström 1927–1928 som reklamtecknare och drev tillsammans med överste 
Per Nyström Associated International Advertising i Stockholm 1928. Han var anställd som tecknare vid AB Gumælius Annonsbyrå från 1929 och drev en egen teckningsateljé 1934–1936. Han var ordförande i föreningen Svenska Affischtecknare. Han flyttade senare till Mora där han var verksam som teckningslärare och konstnär.
Som affischtecknare utförde han ett antal valaffischer för Högerpartiet 1936.